# Werner Kratz
|  | Dieser Artikel wurde aufgrund von formalen oder inhaltlichen Mängeln in der Qualitätssicherung Biologie zur Verbesserung eingetragen. Dies geschieht, um die Qualität der Biologie-Artikel auf ein akzeptables Niveau zu bringen. Bitte hilf mit, diesen Artikel zu verbessern! Artikel, die nicht signifikant verbessert werden, können gegebenenfalls gelöscht werden. Lies dazu auch die näheren Informationen in den Mindestanforderungen an Biologie-Artikel. |

Werner Rudolf Kratz (* 12. März 1949 in Feldatal-Groß Felda, Hessen) ist ein deutscher Ökologe, Zoologe, Naturschützer, Ökotoxikologe und Bodenbiologe.

## Allgemeiner Werdegang
Seit 1972 ist Kratz an der Freien Universität Berlin, Institut für Biologie in Berlin-Dahlem tätig, zuerst als Student und Tutor am Institut für Bodenzoologie, wissenschaftlicher Mitarbeiter (Institut für Bodenzoologie und Ökotoxikologie), dann Hochschulassistent (C1) angesiedelt am Institut für Bodenzoologie und Ökotoxikologie. Im Anschluss arbeitete er als wissenschaftlicher Mitarbeiter am Institut für Tierphysiologie.
Von 1998 bis 2000 hatte Kratz den Lehrstuhl (C3-Professurr) für Bodenbiologie und Ökotoxikologie an der Martin-Luther-Universität in Halle inne. Ab 2000 wechselte er ins Landesumweltamt Brandenburg und war dort zuletzt bis 2012 Referatsleiter für Aufgaben der Ökologie, Umweltanalytik, Human- und Umwelttoxikologie, Nachhaltigkeit, Klima sowie Umweltbeobachtungen. Seit 2011 betreut er als Privatdozent an der FU Berlin Institut für Biologie ehrenamtlich Vorlesungen, Seminare und Exkursionen u. a. den Kurs „Berufsperspektiven für Biologen und Naturschützer“.
Parallel zu seinen beruflichen Tätigkeiten machte Kratz sein Diplom, die Promotion zum Dr. rer. nat. und die Habilitation  - Privatdozent an der Freien Universität Berlin mit der Lehrbefähigung Venia Legendi für die Fächer Ökologie & Zoologie sowie Ökotoxikologie.
Mit Eintritt in den Ruhestand 2012 ist er stellvertretender Vorsitzender beim NABU Brandenburg sowie Leiter des Bundesfachausschuss Umweltchemie und Ökotoxikologie des NABU Deutschland.
Kratz gründete 1986 die terra Protecta GmbH. Auftraggeber sind das BMU/UBA, der Senat von Berlin, Landesregierungen, Forschungseinrichtungen, Kommunen aus Brandenburg, Bezirksämter von Berlin u. v. a. m. Kratz wurde von der IHK Berlin im Jahr 1990 zum öffentlich bestellten und vereidigter Sachverständiger (öbv) für Bodenschutzfragen bestellt. Dieses Amt führte er bis zu seinem 65-jährigen Lebensjahr aus.
Kratz Arbeitsschwerpunkte liegen seit 2020 im Kontext der Ökotoxikologie in Verbindung von Biodiversitäts- und Naturschutzthemen, Eutrophierung von terrestrischen und aquatischen Ökosystemen, Spurenstoffe und Arzneimittel in der terrestrischen und aquatischen Umwelt, Auswirkung des Klimawandels, Mikroplastik sowie Waldökologie und Ökosystembewertungen und -management. Kratz ist Mitglied im Nachhaltigkeitsbeirat des Landes Brandenburg. Von 2015 bis 2020 war Kratz Mitglied im Forstausschuss des Landes Brandenburg. Kratz ist zudem Mitglied im Europäischen Landwirtschaftsfonds für die Entwicklung des ländlichen Raums (ELER) Ausschuss des Landes Brandenburg.
Kratz ist verheiratet, hat zwei Töchter und wohnt in Berlin.

## Ausbildung, Leben und Wirkung 1972 bis 1994
Über den zweiten Bildungsweg vom IHK geprüften Facharbeiter für Elektromechanik erlangte Kratz die allgemeine Hochschulreife 1972 am Hessenkolleg Rüsselsheim. Parallel arbeitete er als Betriebselektriker.
Kratz ging unmittelbar nach der Erlangung der Hochschulreife nach West-Berlin. Dort, befreit von der allgemeinen Wehrpflicht, arbeitet er als Facharbeiter für Elektromechanik. Seit 1972 studierte er an der TU Berlin Informatik. Von hier aus bewarb er sich für das Fach Biologie und bekam einen Studienplatz an der Heinrich-Heine-Universität Hannover. Später wurde er an der FU Berlin als Quereinsteiger in das zweite Semester Biologie Lehramt an der FU Berlin aufgenommen.
In den Jahren 1979–1981 arbeitete Kratz an seiner Diplomarbeit, Thema: Biozönotische Untersuchungen in epilithischen Moospolstern in Berlin (West). Von 1981 bis 1985 war Kratz wissenschaftlicher Mitarbeiter und Koordinator im BMFT-Projekt zur prospektiven Bewertung von Umweltchemikalien im Teilprojekt "Wirkung und Verbleib von Na-PCP in einem urbanen Brachlandökosystem" und im Forschungsprojektschwerpunkt der Freien Universität Berlin "Schwermetallbelastungen in der Berliner Landschaft".
1985 verfasste Kratz seine Dissertation mit dem Thema: Zur Wirkung und Verteilung von Cadmiumnitrat in einem ruderalen Ökosystem in Berlin. Von 1985 bis 1987 betreute er das Forschungs-Projekt: Schwermetalle in Rieselfeldböden und ihre Aufnahme durch Kulturpflanzen. (Bornkamm/Kratz, Berlin-Forschung, Dissertation Carol Salt). Auch führte es in den Jahren 1986 – 1991 das interdisziplinäre Umweltbundes-FuE-Vorhaben: "Ballungsraumnahe Waldökosysteme" durch.
1989 arbeitet Kratz in der zentralen Auswertungs- und Planungsgruppe der Senatsverwaltung für Stadtentwicklung und Umweltschutz Berlin zum Projekt "Ballungsraumnahe Waldökosysteme" mit, Projektende 1991. Seit 1988 arbeitete Kratz im European Science Foundation Projekt: Forest Ecosystem Research Network, Litter mass-loss rates in a climatic transect in Europe. Projektkonzeption u. Betreuung des Berliner Forststandortes. Projektende 1992.

## Ehrenamtliche Tätigkeiten seit Ruhestand 2012
Zwischenzeitlich war Kratz Gastdozent an der Universität Vechta, am Umweltbundesamt in Dessau, an der Technischen Universität Berlin, der Technischen Universität Dresden, an der Universität Jyväskylä, Finnland, Universität Coimbra, Portugal und der Universität Saladiga, Indonesien.
Kratz hält zu dem seit 2020 deutschlandweit Vorträge zu Themen der Ökologie, Bodenbiologie, Biodiversität, Naturschutz, Umweltchemie und Ökotoxikologie. Er betreut und berät Bürgerinitiativen (Massentierhaltung, Imker in Sachen Pestizidkontamination in Honig etc., Braune Spree, u.v.a.m.) und ist als wissenschaftlicher Beirat in verschiedenen Projekten tätig. Kratz war zuletzt Mitautor der international beachteten Leopoldina Studie über den stummen Frühling 2.0 und der Notwendigkeit einer grundsätzlichen Neugestaltung der Pestizidzulassung und der Pestizidgesetze. Kratz steht über das BMBF DINA Projekt – Diversity of Insects in Natural Areas seit 2018, in dem er selbst ehrenamtlich ein Teilprojekt zum Monitoring von Pestiziden in der bodennahen Atmosphäre betreut, in enger Zusammenarbeit mit dem entomologischen Verein Krefeld. Darüber hinaus betreut Kratz intensiv Bachelor-, Master- und Doktorarbeiten an verschiedenen Universitäten in Deutschland.
Seit 2011 betreut Kratz, als Privatdozent an der FU Berlin, Institut für Biologie mit seinem Assistenten M.Sc. Roland Wanke (seit 2016) ehrenamtlich Vorlesungen, Seminare, Exkursionen u. a. „Berufsperspektiven für Biologen und Naturschützer“.